# Файєтт (округ, Індіана)
Шаблон:StateAbbr_ 39°38′ пн. ш. 85°11′ зх. д. / 39.64° пн. ш. 85.18° зх. д.
Округ Файєтт (англ. Fayette County) — округ (графство) у штаті Індіана, США. Ідентифікатор округу 18041.

## Історія
Округ утворений 1818 року.

## Демографія
За даними перепису
2000 року
загальне населення округу становило 25588 осіб, зокрема міського населення було 16763, а сільського — 8825.
Серед мешканців округу чоловіків було 12399, а жінок — 13189. В окрузі було 10199 домогосподарств, 7151 родин, які мешкали в 10981 будинках.
Середній розмір родини становив 2,94.
Віковий розподіл населення поданий у таблиці:
| Стать    | До 15 років | 15-21 | 22-29 | 30-39 | 40-49 | 50-65 | 65-85 | Понад 85 |
| -------- | ----------- | ----- | ----- | ----- | ----- | ----- | ----- | -------- |
| Чоловіки | 2650        | 1142  | 1324  | 1699  | 1874  | 2090  | 1508  | 112      |
| Жінки    | 2486        | 1220  | 1273  | 1674  | 2006  | 2194  | 2003  | 333      |

## Суміжні округи
- Генрі — північ
- Вейн — північний схід
- Юніон — схід
- Франклін — південь
- Раш — захід

## Виноски
1. ↑  U.S. Decennial Census. United States Census Bureau. Архів оригіналу за 26 квітня 2015. Процитовано 10 липня 2014.
2. ↑  Historical Census Browser. University of Virginia Library. Архів оригіналу за 11 серпня 2012. Процитовано 10 липня 2014.
3. ↑  Population of Counties by Decennial Census: 1900 to 1990. United States Census Bureau. Архів оригіналу за 4 жовтня 2014. Процитовано 10 липня 2014.
4. ↑  Census 2000 PHC-T-4. Ranking Tables for Counties: 1990 and 2000 (PDF). United States Census Bureau. Архів оригіналу (PDF) за 18 грудня 2014. Процитовано 10 липня 2014.
5. ↑  Fayette County QuickFacts. Бюро перепису населення США. Архів оригіналу за 7 червня 2011. Процитовано 17 вересня 2011. [Архівовано 2011-06-07 у Wayback Machine.](англ.) Наведено за англійською вікіпедією.
6. ↑  American FactFinder. Бюро перепису населення США. Архів оригіналу за 26 лютого 2012. Процитовано 31 січня 2008. [Архівовано 2008-05-21 у Wayback Machine.]

| США | Це незавершена стаття з географії США. Ви можете допомогти проєкту, виправивши або дописавши її. |